# (3622) Ilinsky
(3622) Ilinsky est un astéroïde de la ceinture principale.

## Description
(3622) Ilinsky est un astéroïde de la ceinture principale. Il fut découvert le 29 septembre 1981 à Naoutchnyï par Lioudmila Jouravliova. Il présente une orbite caractérisée par un demi-grand axe de 3,39 UA, une excentricité de 0,04 et une inclinaison de 4,9° par rapport à l'écliptique.

## Compléments